# Parasquillidae
Parasquillidae — семейство раков-богомолов, единственное семейство в надсемействе Parasquilloidea. Ранее оно был включено в надсемейство Gonodactyloidea, но эта группа оказалась парафилетической, и было создано новое надсемейство Parasquilloidea. Семейство неизвестно в ископаемом виде. Оно включает следующие роды:
- Faughnia Serène, 1962
- Parasquilla Manning, 1961
- Pseudosquillopsis Serène, 1962